# نادی‌ماگوچ
نادْی‌ماگوچ (به مجاری:  Nagymágocs) یک منطقهٔ مسکونی در مجارستان است که در ناحیه سنتش واقع شده‌است. نادْی‌ماگوچ ۷۵٫۰۸ کیلومتر مربع مساحت و ۲٬۹۸۵ نفر جمعیت دارد.